# Cipru la Concursul Muzical Eurovision Junior
Cipru a debutat la Concursul Muzical Eurovision Junior în anul 2003, fiind una dintre cele 16 țări participante la prima ediție. Are, până acum, nouă participări, țara fiind forțată să se retragă în 2005 din cauză că piesa trimisă, "Tsirko", era similară cu altă melodie. Totuși, telespectatorii ciprioți au putut vedea concursul și au putut vota.
Țara a găzduit concursul în 2008 la Limassol.
La data de 3 iulie 2014, postul public cipriot CyBC și-a anunțat revenirea în concursul din 2014, după ce s-a retras în 2010.

## Rezultate

#### Legendă:
Câștigător
     Locul al doilea
     Locul al treilea
     Ultimul loc
| An   | Gazda       | Artist                                 | Titlu                                                            | Poziție | Puncte |
| ---- | ----------- | -------------------------------------- | ---------------------------------------------------------------- | ------- | ------ |
| 2003 | Copenhaga   | Theodora Rafti                         | "Mia efhi" (Μια ευχή)                                            | 14      | 16     |
| 2004 | Lillehammer | Marios Tofi                            | "Oneira" (Όνειρα)                                                | 8       | 61     |
| 2006 | București   | Louis Panagiotou & Christina Christofi | "Agoria koritsia" (Αγορια κοριτσια)                              | 8       | 58     |
| 2007 | Rotterdam   | Yiorgos Ioannides                      | "I mousiki dinei ftera" (Ι μουσική δίνει φτερά)                  | 14      | 29     |
| 2008 | Limassol    | Elena & Charis                         | "Gioupi gia!" (Γιούπι για)                                       | 10      | 46     |
| 2009 | Kiev        | Rafaella Kosta                         | "Thalassa, Helios, Aeras, Fotia" (Θαλασσα, Ͱελιος, Αερας, Φοτια) | 11      | 32     |
| 2014 | Malta       | Sophia Patsalides                      | "I pio omorfi mera" (Η πιο όμορφη μέρα)                          | 9       | 69     |
| 2016 | Valletta    | Giorgos Michailidis                    | "Dance Floor"                                                    | 16      | 27     |
| 2017 | Tbilisi     | Nicole Nicolaou                        | "I Wanna Be a Star"                                              | 16      | 45     |

## Istoria voturilor (2003-2009)
| Poziție | Țară    | Puncte |
| ------- | ------- | ------ |
| 1       | Grecia  | 57     |
| 2       | România | 47     |
| 3       | Spania  | 33     |
| 4       | Rusia   | 32     |
| 5       | Georgia | 29     |

| Poziție | Țară         | Puncte |
| ------- | ------------ | ------ |
| 1       | Grecia       | 60     |
| 2       | România      | 13     |
| =       | Belarus      | 13     |
| 4       | Regatul Unit | 11     |
| 5       | Armenia      | 10     |

## Gazdă
| An   | Oraș     | Locație                          | Prezentatori                   | Data finalei      | Piesa câștigătoare |
| ---- | -------- | -------------------------------- | ------------------------------ | ----------------- | ------------------ |
| 2008 | Limassol | Centrul Atletic Spyros Kyprianou | Sophia Paraskeva, Alex Michael | 22 noiembrie 2008 | Georgia - "Bzz.."  |